# Vitstjärtad lärka
Vitstjärtad lärka (Mirafra albicauda) är en fågel i familjen lärkor inom ordningen tättingar.

## Utseende och läte
Vitstjärtad lärka är en liten och kompakt lärka. Ovansidan är svartaktig, i fräsch dräkt med vita fjäderkanter som gör att den ser påtagligt fjällig ut. På huvudet syns ett tydligt vitt ögonbrynsstreck som börjar framför ögat och en rätt kraftig tvåfärgad näbb med ljus undre del, mörk spets och mörkt högst uppe på övre delen. Buken är ljus, tydligt kontrasterande mot fläckartade svartaktiga strimmor på bröstet. Stjärten är mestadels mörk med i flykten tydligt vita yttre stjärtpennor, vilket gett arten dess namn. Andra liknande lärkor är mindre kontrasterande i fjäderdräkten och mer gulbrun till grå i fjäderdräkten. Sången består av en irrande serie visslande, spinnande och tjippande ljud, utan drillar och med en enklare struktur än hos sångbusklärkan.

## Utbredning och systematik
Fågeln förekommer i västra Tchad, östra Sudan och norra Sydsudan samt i nordöstra Demokratiska republiken Kongo, Uganda, södra centrala Etiopien, Kenya och Tanzania. Den behandlas som monotypisk, det vill säga att den inte delas in i några underarter.

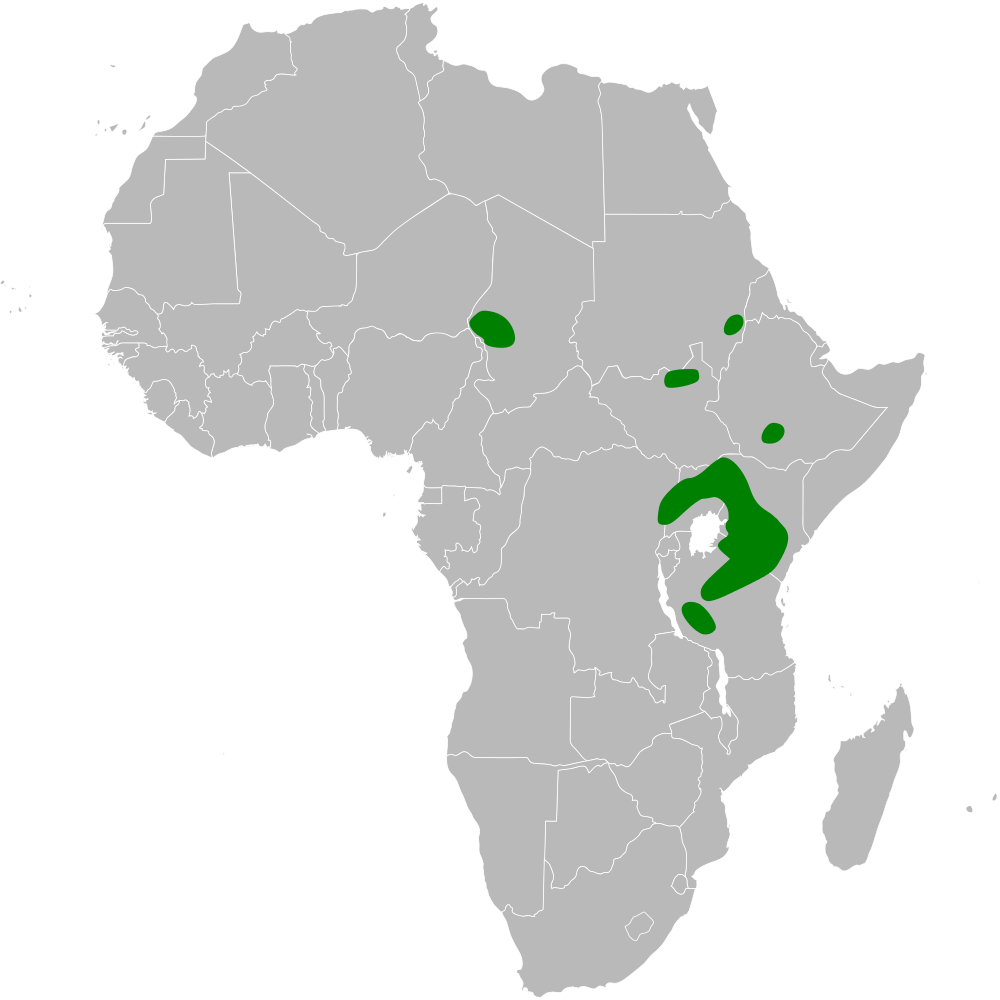
Vitstjärtade lärkans utbredningsområde.

### Släktskap och släktestillhörighet
Genetiska studier från 2023 visar att vitstjärtad lärka är systerart till härmlärka. På lite längre håll är den även släkt med drillärka, monoton lärka, kordofanlärka, lavalärka och troligen vissellärka. Samma studier visar även att släktet Mirafra kan delas upp i fyra klader som är förhållandevis gamla, äldre än flera andra släkten i familjen. Författarna rekommenderar därför att Mirafra delas upp i flera släkten, där härmlärka med släktingar behålls i Mirafra i begränsad mening. Internationella taxonomiska auktoriteter som IOC och Clements m.fl. har ännu inte gjort denna uppdelning, varför status quo än så länge behålls här.

## Levnadssätt
Vitstjärtad lärka är stannfågel i odlade gräsfält, framför allt lerjordar och helst vid sjökanter. Den är rätt tillbakadragen och håller sig hellre inne i vegetationen än spatserar ute i det öppna.

## Status och hot
Arten har ett stort utbredningsområde, men tros minska i antal, dock inte tillräckligt kraftigt för att den ska betraktas som hotad. Internationella naturvårdsunionen IUCN listar arten som livskraftig (LC).